# Quartet Game
Quartet Game (四重奏ゲーム Karutetto Gēmu?)  es un manga creado por Wataru Yoshizumi que se publicó en la revista Ribon en el año 1988. En España la obra fue publicada por Planeta DeAgostini.

## Argumento
La historia se centra en un cuarteto de cuerda de un instituto musical. La protagonista principal es Emi, una virtuosa violinista.
Su tutor pone en contacto a los protagonistas para que formen un cuarteto, y después de algunos problemas iniciales debido a la personalidad de cada uno, logran que todo marche lo suficientemente bien como actuar en un concierto al que asistirá un famoso violinista, el maestro Eiji Ijunin. Por accidente descubren una sórdida trama en la que están envueltos el maestro y el tutor. Emi descubre todo y está a punto de ser asesinada a manos de su profesor, pero la dejan vivir por ser la hija de su antiguo amigo.